# Guttation

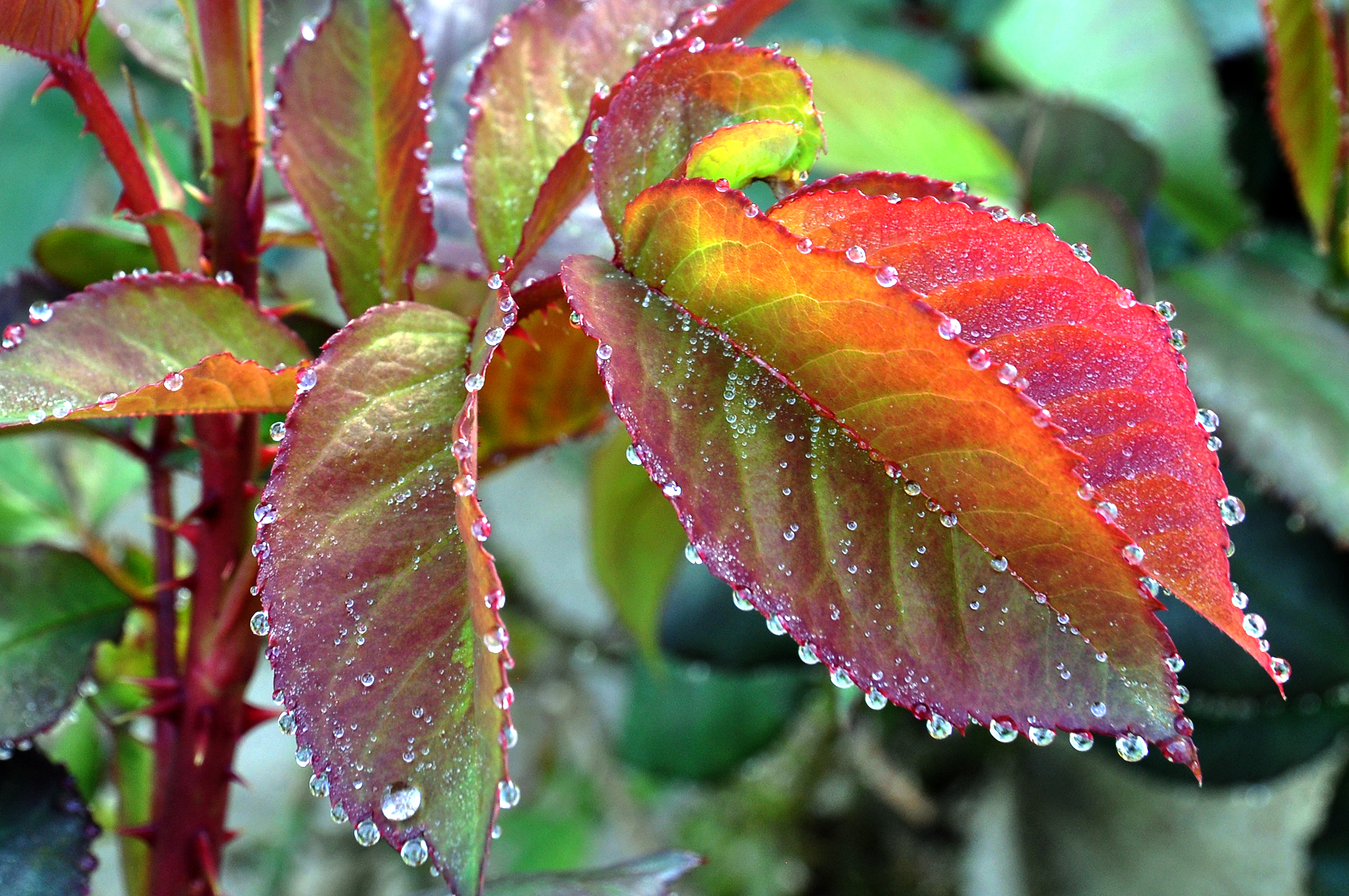
Guttation sur les feuilles d'un rosier qui « pleure ».

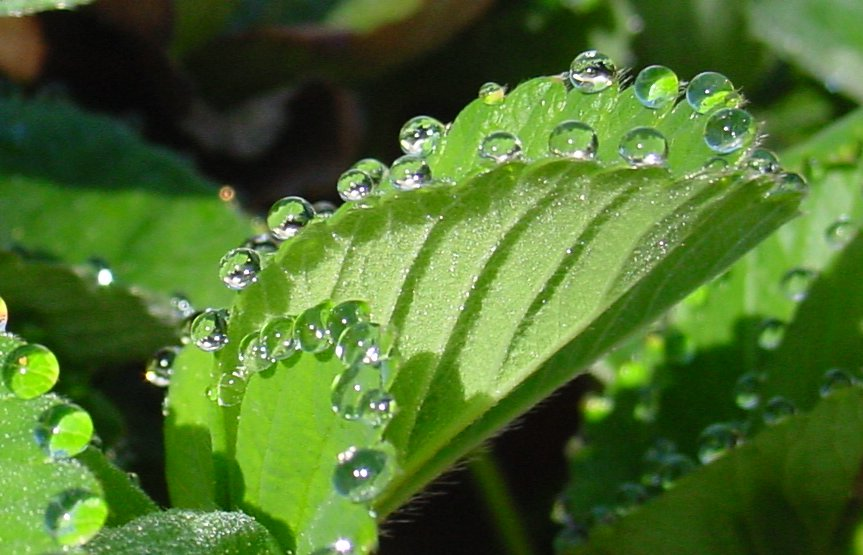
Guttation sur une feuille de fraisier.

La guttation (du latin gutta signifiant goutte, terme créé par le botaniste allemand Alfred Burgerstein en 1887 ; on dit aussi en France, mais de moins en moins, sudation qui s'applique plutôt à la transpiration animale) est un processus biologique caractérisé par l'apparition de gouttelettes d'eau, au petit matin, qui suintent aux extrémités ou aux bords des feuilles ou des sépales chez les plantes vasculaires, notamment chez certaines Poacées. Ce phénomène existe aussi lorsqu'une plante herbacée est coupée au niveau du collet, au ras du sol. Il ne doit pas être confondu avec la rosée, qui provient de la condensation de l'eau atmosphérique sur la plante, ni avec les exsudats.
La guttation fongique est un processus régulateur (conditionné par un fort degré d'humidité de l'air ambiant empêchant l'évaporation) de la concentration du suc cellulaire qui est secrété dans des gouttes.

## Phénomène
La nuit, la transpiration est normalement interrompue chez la plupart des plantes par la fermeture des stomates (pour les exceptions voir plante CAM). Mais lorsque le taux d'humidité du sol est trop élevé, l'eau pénètre dans la plante par les racines car le potentiel hydrique des racines est plus faible que celui du sol. L'eau s'accumule dans la plante créant une légère pression racinaire. Lorsque le sol est bien humide et que la plante pompe trop bien cette eau, que les feuilles baignent dans une humidité trop forte et que la transpiration est faible (la nuit quand il fait froid), l'évapotranspiration ne parvient pas à éliminer l'excédent d'eau, si bien que la pression racinaire force cette eau en excès à s'exsuder de la plante par des structures spéciales, les hydathodes, ce qui forme des gouttelettes. Cette eau, souvent chargée en sels, peut « brûler » le pourtour des feuilles en séchant, ce qui favorise l'attaque de champignons. Lorsque la pression devient trop forte, il se forme un œdème : les cellules du parenchyme foliaire gonflent, éclatent et leur contenu s'oxyde sous forme de liège.